# Ashland (Ohio)
 For alternative betydninger, se Ashland. (Se også artikler, som begynder med Ashland)
Ashland er en amerikansk by og administrativt centrum i det amerikanske county Ashland County, i staten Ohio. Byen har et indbyggertal på 19.225 (2020) indbyggere.

## Ekstern henvisning
- Officiel hjemmeside (engelsk)